# Pedro A. Sanchez
Pedro A. Sanchez (* 1940 auf Kuba) ist ein kubanisch-US-amerikanischer Bodenkundler. Er ist Direktor des Tropical Agriculture and Rural Environment Program und Direktor des Millennium Villages Project an der Columbia University. Er ist zudem emeritierter Professor für Bodenwissenschaften und Forstwissenschaft an der North Carolina State University und war von 1991 bis 2001 Direktor des World Agroforestry Centre.
Sanchez ist der Gewinner des Welternährungspreis 2002, 2003 war er MacArthur Fellow. 2008 wurde er in die American Academy of Arts and Sciences gewählt, 2012 in die National Academy of Sciences.
Sein Buch Properties and Management of Soils of the Tropics ist unter den 10 meistverkauften bodenwissenschaftlichen Büchern der Welt.